# Tournoi des Six Nations féminin 2017
Cet article traite de l'épreuve féminine. Pour la compétition masculine, voir Tournoi des Six Nations masculin 2017.
Pour un article plus général, voir Tournoi des Six Nations féminin.
Navigation
Tournoi féminin 2016 Tournoi féminin 2018
Le Tournoi des Six Nations féminin 2017 (aussi connu sous le nom de RBS 6 Nations féminin d'après le sponsor britannique Royal Bank of Scotland), est la quinzième édition du Tournoi des Six Nations féminin, une compétition annuelle de rugby à XV disputée par six équipes européennes : Angleterre, pays de Galles, Irlande, France, Écosse et Italie.
Il se déroule du 3 février au 18 mars 2017, les mêmes jours et les mêmes matches que pour le Tournoi masculin et le Tournoi masculin des moins de 20 ans et selon un calendrier de cinq journées. L'Angleterre gagne le Tournoi en réussissant le Grand Chelem.

## Réforme du classement
Lors de ce Tournoi, ainsi que pour les versions masculines et moins de 20 ans, les organisateurs ont introduit une réforme du classement. Auparavant, les équipes se voyaient attribuer 2 points en cas de victoire, 1 point en cas de match nul et zéro en cas de défaite. Désormais, une victoire vaudra 4 points, un match nul 2 points et une défaite toujours zéro. Les équipes pourront aussi gagner des points de bonus : un point de bonus offensif est octroyé si une équipe inscrit au moins quatre essais dans un match et un point de bonus défensif est attribué à une équipe si elle perd avec un maximum de 7 points d'écart. Enfin, pour lui garantir la victoire finale, une équipe réussissant le Grand Chelem aura un bonus de 3 points.

## Calendriers des matchs

Nations participantes au Tournoi

Les heures sont données dans les fuseaux utilisés par le pays qui reçoit : WET (UTC+0) dans les îles Britanniques et CET (UTC+1) en France et en Italie.

### Première journée
| Le 3 février à 18 h 35 | Broadwood Stadium, Cumbernauld     | Écosse     | 15 - 22 | Irlande        |
| Le 4 février à 15 h 00 | Stadio Pacifico Carotti (it), Jesi | Italie     | 8 - 20  | Pays de Galles |
| Le 4 février à 19 h 35 | Twickenham Stadium, Twickenham     | Angleterre | 26 - 13 | France         |

### Deuxième journée
| Le 11 février à 11 h 30 | Cardiff Arms Park, Cardiff          | Pays de Galles | 0 - 63 | Angleterre |
| Le 11 février à 21 h 00 | Stade Marcel-Deflandre, La Rochelle | France         | 55 - 0 | Écosse     |
| Le 12 février à 14 h 00 | Stade Tommaso-Fattori, L'Aquila     | Italie         | 3 - 27 | Irlande    |

### Troisième journée
| Le 24 février à 18 h 30 | Broadwood Stadium, Cumbernauld  | Écosse     | 15 - 14 | Pays de Galles |
| Le 25 février à 13 h 00 | Twickenham Stoop, Twickenham    | Angleterre | 29 - 15 | Italie         |
| Le 26 février à 12 h 45 | Donnybrook Rugby Ground, Dublin | Irlande    | 13 - 10 | France         |

### Quatrième journée
| Le 11 mars à 11 h 30                     | Cardiff Arms Park, Cardiff     | Pays de Galles | 7 - 12 | Irlande |
| Le 11 mars à 13 h 00                     | Twickenham Stoop, Twickenham   | Angleterre     | 64 - 0 | Écosse  |
| Le 12 mars à 15 h 00 (Trophée Garibaldi) | Stade Sergio-Lanfranchi, Parme | Italie         | 5 - 28 | France  |

### Cinquième journée
| Le 17 mars à 18 h 30 | Broadwood Stadium, Cumbernauld            | Écosse  | 14 - 12 | Italie         |
| Le 17 mars à 20 h 00 | Donnybrook Rugby Ground, Dublin           | Irlande | 7 - 34  | Angleterre     |
| Le 18 mars à 21 h 00 | Stade Amédée-Domenech, Brive-la-Gaillarde | France  | 39 - 19 | Pays de Galles |

## Classement
| Rang | Nation         | J | V | N | D | Em | Ee | Bo | Bd | Pm  | Pe  | Diff | Pts |
| ---- | -------------- | - | - | - | - | -- | -- | -- | -- | --- | --- | ---- | --- |
| 1    | Angleterre     | 5 | 5 | 0 | 0 | 35 | 6  | 4  | 0  | 216 | 35  | +181 | 27  |
| 2    | Irlande        | 5 | 4 | 0 | 1 | 12 | 9  | 2  | 0  | 81  | 69  | +12  | 18  |
| 3    | France (T)     | 5 | 3 | 0 | 2 | 21 | 7  | 3  | 1  | 145 | 63  | +82  | 16  |
| 4    | Écosse         | 5 | 2 | 0 | 3 | 6  | 29 | 0  | 1  | 44  | 137 | -93  | 9   |
| 5    | Pays de Galles | 5 | 1 | 0 | 4 | 9  | 21 | 0  | 2  | 80  | 137 | -57  | 6   |
| 6    | Italie         | 5 | 0 | 0 | 5 | 6  | 18 | 0  | 1  | 43  | 118 | -75  | 1   |

|  | Vainqueur du tournoi (n°1). |
|  | T : tenant du titre.        |

Attribution des points : quatre points sont attribués pour une victoire, deux points pour un match nul, aucun point en cas de défaite, un point si au moins 4 essais marqués, un point en cas de défaite avec moins de 8 points d'écart, trois points en cas de Grand Chelem.
Règles de classement : 1. points ; 2. différence de points de match ; 3. nombre d'essais marqués ; 4. titre partagé.

## Actrices du Tournoi des Six Nations

### Joueuses

#### Angleterre
| Entraîneur |                        |  |
| Avants     | Pilier                 |  |
| Avants     | Talonneur              |  |
| Avants     | Deuxième ligne         |  |
| Avants     | Troisième ligne aile   |  |
| Avants     | Troisième ligne centre |  |
| Arrières   | Demi de mêlée          |  |
| Arrières   | Demi d'ouverture       |  |
| Arrières   | Centre                 |  |
| Arrières   | Ailier                 |  |
| Arrières   | Arrière                |  |

#### Écosse
| Entraîneur |                        |  |
| Avants     | Pilier                 |  |
| Avants     | Talonneur              |  |
| Avants     | Deuxième ligne         |  |
| Avants     | Troisième ligne aile   |  |
| Avants     | Troisième ligne centre |  |
| Arrières   | Demi de mêlée          |  |
| Arrières   | Demi d'ouverture       |  |
| Arrières   | Centre                 |  |
| Arrières   | Ailier                 |  |
| Arrières   | Arrière                |  |

#### France
| Entraîneur | Entraîneur             | Samuel Cherouk                                                                                      |
| Avants     | Pilier                 | Arkya Ait Labib, Lise Arricastre, Patricia Carricaburu, Laura Delas, Annaëlle Deshayes, Julie Duval |
| Avants     | Talonneur              | Gaëlle Mignot , Caroline Thomas                                                                     |
| Avants     | Deuxième ligne         | Lénaïg Corson, Céline Ferer, Audrey Forlani                                                         |
| Avants     | Troisième ligne aile   | Marjorie Mayans, Romane Ménager, Julie Annery, Laetitia Grand                                       |
| Avants     | Troisième ligne centre | Safi N'Diaye                                                                                        |
| Arrières   | Demi de mêlée          | Jade Le Pesq, Yanna Rivoalen                                                                        |
| Arrières   | Demi d'ouverture       | Audrey Abadie, Camille Cabalou, Christelle Le Duff, Caroline Drouin                                 |
| Arrières   | Centre                 | Elodie Poublan, Carla Neisen, Caroline Ladagnous                                                    |
| Arrières   | Ailier                 | Caroline Boujard, Chloé Pelle, Shannon Izar, Elodie Guiglion, Lucille Godiveau                      |
| Arrières   | Arrière                | Jessy Trémoulière, Camille Grassineau                                                               |

#### Galles
| Entraîneur |                        |  |
| Avants     | Pilier                 |  |
| Avants     | Talonneur              |  |
| Avants     | Deuxième ligne         |  |
| Avants     | Troisième ligne aile   |  |
| Avants     | Troisième ligne centre |  |
| Arrières   | Demi de mêlée          |  |
| Arrières   | Demi d'ouverture       |  |
| Arrières   | Centre                 |  |
| Arrières   | Ailier                 |  |
| Arrières   | Arrière                |  |

#### Irlande
| Entraîneur |                        |  |
| Avants     | Pilier                 |  |
| Avants     | Talonneur              |  |
| Avants     | Deuxième ligne         |  |
| Avants     | Troisième ligne aile   |  |
| Avants     | Troisième ligne centre |  |
| Arrières   | Demi de mêlée          |  |
| Arrières   | Demi d'ouverture       |  |
| Arrières   | Centre                 |  |
| Arrières   | Ailier                 |  |
| Arrières   | Arrière                |  |

#### Italie
| Entraîneur |                        |  |
| Avants     | Pilier                 |  |
| Avants     | Talonneur              |  |
| Avants     | Deuxième ligne         |  |
| Avants     | Troisième ligne aile   |  |
| Avants     | Troisième ligne centre |  |
| Arrières   | Demi de mêlée          |  |
| Arrières   | Demi d'ouverture       |  |
| Arrières   | Centre                 |  |
| Arrières   | Ailier                 |  |
| Arrières   | Arrière                |  |

## Statistiques individuelles

### Meilleure marqueuse
| Rang | Joueuse | Équipe | Essais |
| ---- | ------- | ------ | ------ |
| 1    |         |        |        |
| 2    |         |        |        |
| 3    |         |        |        |

### Meilleure réalisatrice
| Rang | Joueuse | Équipe | Points | Essais | Transf. | Pén. | Drops |
| ---- | ------- | ------ | ------ | ------ | ------- | ---- | ----- |
| 1    |         |        |        |        |         |      |       |
| 2    |         |        |        |        |         |      |       |
| 3    |         |        |        |        |         |      |       |